# Église Sainte-Geneviève d'Anizy-le-Château
L'église Sainte-Geneviève d'Anizy-le-Château est une église située à Anizy-le-Château, en France.

## Localisation
L'église est située sur la commune d'Anizy-le-Grand dans le territoire de la commune déléguée d'Anizy-le-Château, dans le département de l'Aisne.

## Historique

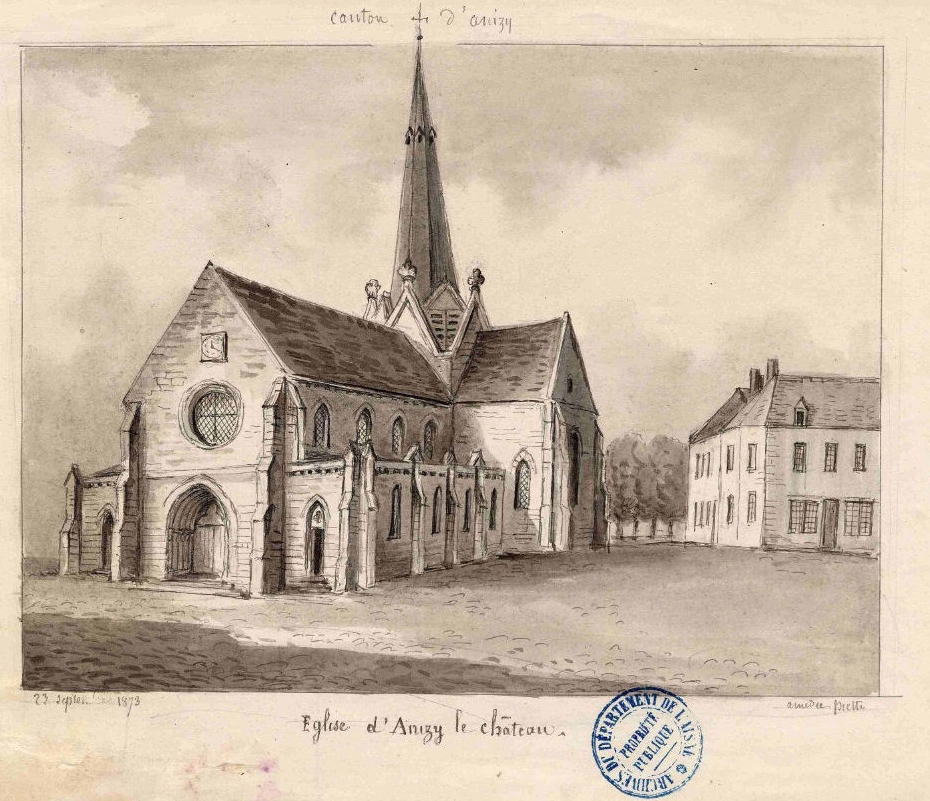
L'église en 1880 - Dessin d'Amédée Piette (1808-1883).